# Goodbye Cruel World
«Goodbye Cruel World» és una cançó del grup britànic de rock progressiu Pink Floyd. Apareix a l'àlbum The Wall de 1979.

## Composició
És una peça molt calmada, sobretot després d'«Another Brick in the Wall (Part III)» que la precedeix. El sintetitzador Prophet-5 segueix l'escala de re major: re, sol, re, la, re; mentre que el baix toca les notes fonamentals i les seves octaves. Es va fer servir un riff de baix similar en cançons de Pink Floyd anteriors, com "Careful with That Axe, Eugene" i la part final de "See Emily Play". S'hi poden sentir sons de la natura i el darrer mot del tema és goodbye, que significa que Pink acaba el mur que estava construint i s'hi tanca i s'acomiada del món amb el títol de la cançó.

## En viu
Durant la gira de l'àlbum, un mur estava disposat darrere l'escenari amb un rajol que faltava. Mentre Roger Waters cantava, aquest rajol que faltava estava suspès a l'aire fins que amb el mot goodbye es col·locava sobre el mur i el completava.

## Personal[3]
- Roger Waters - baix, veu
- Richard Wright - sintetitzador